# Condado de Vaduz

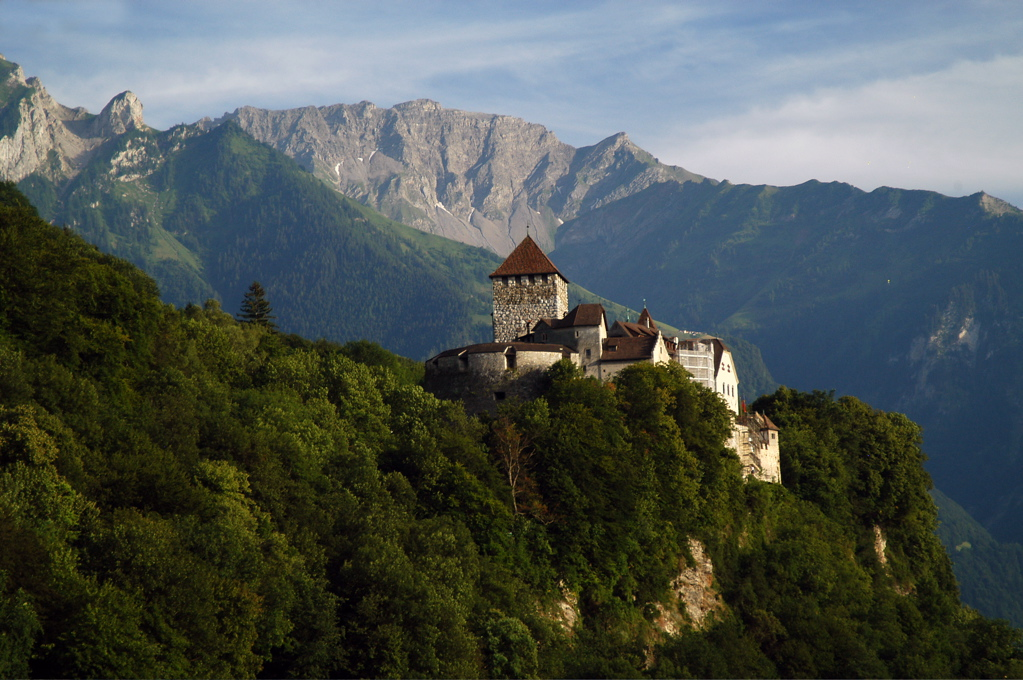
Castelo de Vaduz, Liechtenstein

O condado de Vaduz (em alemão:  Grafschaft Vaduz) foi um estado histórico do Sacro Império Romano-Germânico, agora localizado no Principado de Liechtenstein. Sua capital era a atual cidade de Vaduz.

## Geografia
Localizada ao sul do senhorio de Schellenberg, sua área corresponde ao atual distrito eleitoral de Oberland (em alemão:  Wahlkreis Oberland) O território incluía os atuais municípios de Balzers, Planken, Schaan, Triesen, Triesenberg e Vaduz.

## História
O condado foi criado em 1342, após a subdivisão do condado de Werdenberg. Em 1396 foi concedido o imediatismo imperial (em alemão:  Reichsunmittelbarkeit). Depois que a linha de sucessão dos Condes de Vaduz se extinguiu em 1416, o território foi comprado em formato de feudo dos Barões de Brandis, que mantiveram sua soberania até 1507, quando o município passou para os Condes de Sulz, que adquiriram as Senhorio de Schellenberg.
Em 1613, ambos os territórios, embora permanecessem distintos, foram vendidos aos condes de Hohenems. Ferdinand Karl von Hohenems (1650-1686), por apropriação indevida e excessiva caça às bruxas, foi privado de seus domínios em 1684, que retornaram ao Sacro Império Romano-Germânico, os transferindo ao seu irmão, o conde Jakob Hannibal (1653-1730). Para pagar as dívidas do primo, Aníbal foi forçado a vender o senhorio (em 1699) e o condado (em 1712) a Hans-Adam I, príncipe de Liechtenstein. Com esses territórios, em 1719 o príncipe ganhou do Sacro Imperador Romano-Germânico Carlos VI o direito de fundar um estado único, o atual Principado de Liechtenstein.